# Элтанинский метеорит
Элтанинский метеороид или Столкновение Элтанина — термины, обозначающие событие, связанное со столкновением Земли с астероидом на рубеже Плиоцена и Плейстоцена приблизительно 2,51 ± 0,07  млн лет назад. Несмотря на значительные размеры упавшего небесного тела, которые по разным оценкам составляли 1-4 км, столкновение не оставило кратера на поверхности, так как столкновение пришлось на часть моря Беллинсгаузена с глубинами 4-5 км на удалении 1 500 км от побережья, в юго-западном направлении от современного Чили.
Определить факт этого события в прошлом впервые удалось океанографической экспедиции на судне Элтанин, по имени которого сейчас называют само столкновение и сам столкнувшийся с Землей астероид.
Исследования на судне «Элтанин» и более поздние показали, что столкновение оставило следы в виде разрушенных осадочных слоев, относящихся к более старым геологическим периодам, и следы в виде большого количества раздробленного и оплавленного метеоритного материала. С использованием анализа количества содержания иридия в геологическом слое, относящегося к столкновению, было установлено, что диаметр астероида скорее всего составлял 1 км, а его скорость при ударе была приблизительно 20 км/сек.